# Lejonströmsbron
För andra betydelser, se Lejonström.
Lejonströmsbron, tidigare Stora bron, är en träbro i Skellefteå som går över Skellefteälven mellan stadsdelarna Sunnanå och Prästbordet, nära Landskyrkan. Bron var färdigbyggd 1737 och är Sveriges äldsta träbro. Med sina 207,5 meter var den också länge Sveriges längsta träbro, tills en 230 meter lång träbro, Strömpilsbron, byggdes mellan Gimonäs och Strömpilen i Umeå 2006. Vikbron, som har fundament av trä och som ligger i Ånge kommun, nämns ibland som den längsta träbron. Den är dock på 133 meter. 

## Historia
År 1735 tog Skellefteå tingslags häradsrätt beslut om att bygga Stora bron, bekostad av hemmansägare i bygden. Byggmästare för brobygget var den före detta soldaten Carl Spennare. År 1737 stod bron färdig och var då 267 meter lång, med påfarter av trä och en totallängd på 314 meter.
År 1868 infördes hastighetsbegränsning över bron. Om man åkte eller red fortare än en gående kunde man få böta 5 riksdaler. Samma år skedde även en omfattande ombyggnation där bärande träkistor byttes ut mot bropelare av stenmurverk.
Bron benämndes fram tills Parkbron stod färdig 1913 som Stora bron. Namnet Lejonströmsbron kommer från närheten till Lejonströms såg.
Mellan åren 1926 och 1931 utfördes reparationer av Lejonströmsbron och i samband med det gjordes bron kortare genom att ersatta ena sidan med en jordbank. Därmed fick den sin nuvarande längd på 207,5 meter.
Lejonströmsbron är sedan 1994 förklarat byggnadsminne.

### Broavgift
De första åren fick man betala en broavgift för att passera Lejonströmsbron. Personer som hade bidragit med brobygget, samt soldater och officerare, fick använda bron gratis. Det byggdes en stuga intill bron där den före detta färjkarlen Gabriel Johnsson fick uppdraget att ta in broavgifterna och se till att bron hölls i bra skick. Broavgiften drogs in 1850.
Avgifterna var enligt följande:
- En gående person – 1 öre kopparmynt
- En ryttare med häst – 3 öre
- Kärra dragen av en häst – 6 öre
- Vagn dragen av flera hästar – 18 öre

## Striden vid Lejonströmsbron, 1809 års krig
De sista striderna som ägt rum på svensk mark utspelade sig i Norr- och Västerbotten. Detta under Finska kriget, även kallat 1808–09 års krig. Den 15 maj 1809 stod slaget vid Lejonströmsbron. Den ryska armén på 6 000 man under general P A Schuvalov ville säkra spannmålslagret vid Landskyrkan, vilket försvarades av omkring 600–800 svenskar under överstelöjtnant J H Furumark. När svenskarna fick alarmerande rapporter om att ryska trupper närmade sig började de att förstöra broarna över Skellefteälven för att fördröja fiendens avancemang. Ryssarna nådde fram till norra älvkanten och inledde genast eldgivning mot de svenska trupperna som var sysselsatta med att rasera bron, de svenska trupperna lyckades förstöra bron så pass mycket att den bara var framkomlig för infanteri. Svenskarna slog till hastig reträtt sedan ryssarna börjat ta sig över den bräckliga isen nedanför bron.
Slutstriderna, som från svensk sida var tänkta att försena ryssarna så att huvudstyrkan skulle hinna dra sig undan mot Umeå, kostade många liv. Syftet med striden nåddes inte heller, eftersom en del av ryska armén hade gått runt den svenska flanken, och fångade de flyende svenskarna vid Yttervik. Överstelöjtnant Furumark, 588 man och hela trossen kapitulerade. Skelleftebygden var sedan ockuperad av ryssarna över sommaren 1809. 
Det sista svenska krigets sista vapenstillestånd ingicks i Frostkåge gästgivaregård norr om Skellefteå den 2 september 1809. Freden undertecknades senare i Fredrikshamn 17 september 1809, där hela Finland fick avträdas till Ryssland. 
Enligt tradition i bygden ska det finnas kulhål i några hus vid Lejonströmsbron som spår av det sista kriget på svensk mark.

## Bilder

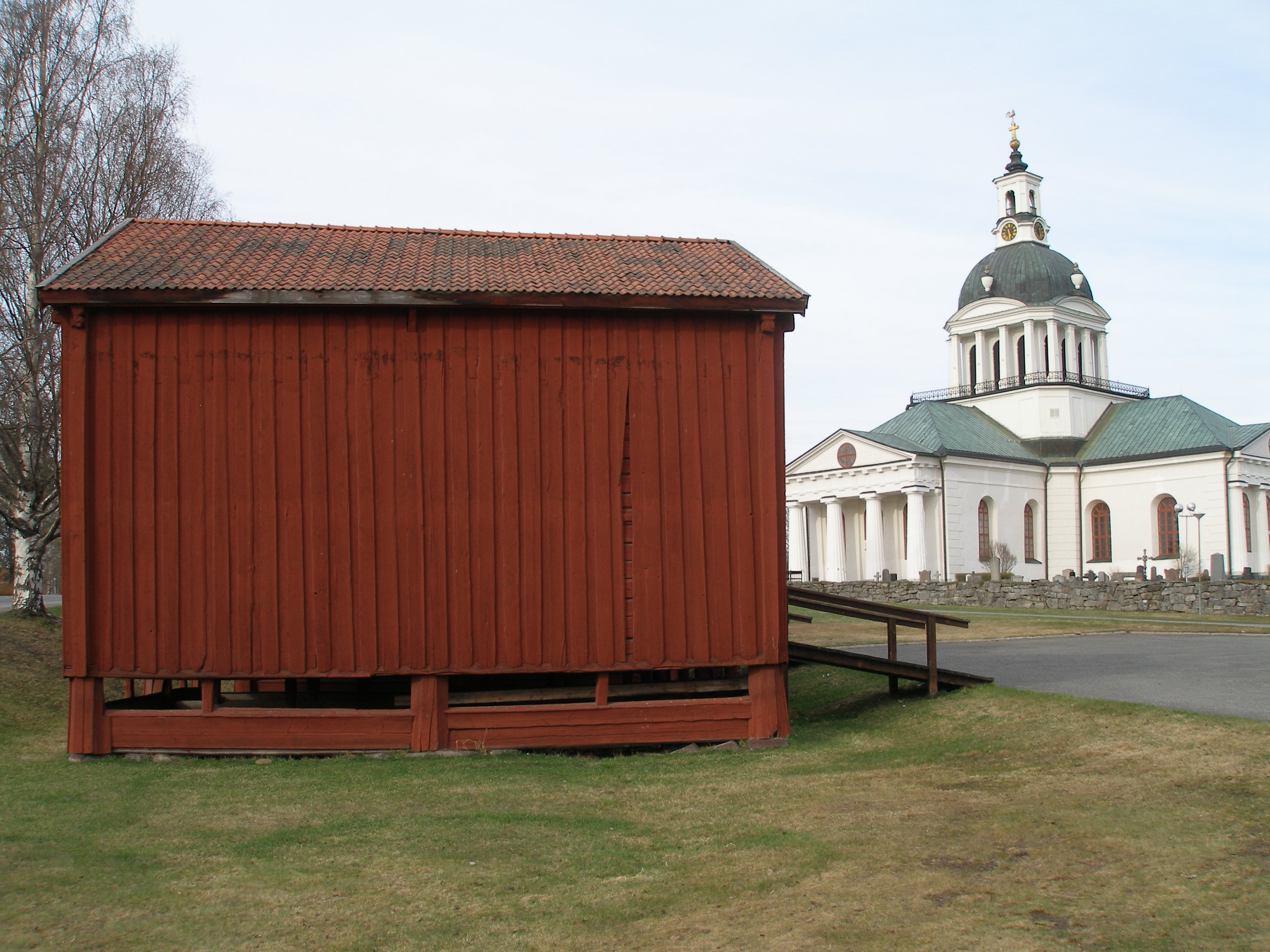
Förrådsbodar vid Lejonströmsbron som sägs ha spår av kulhål.
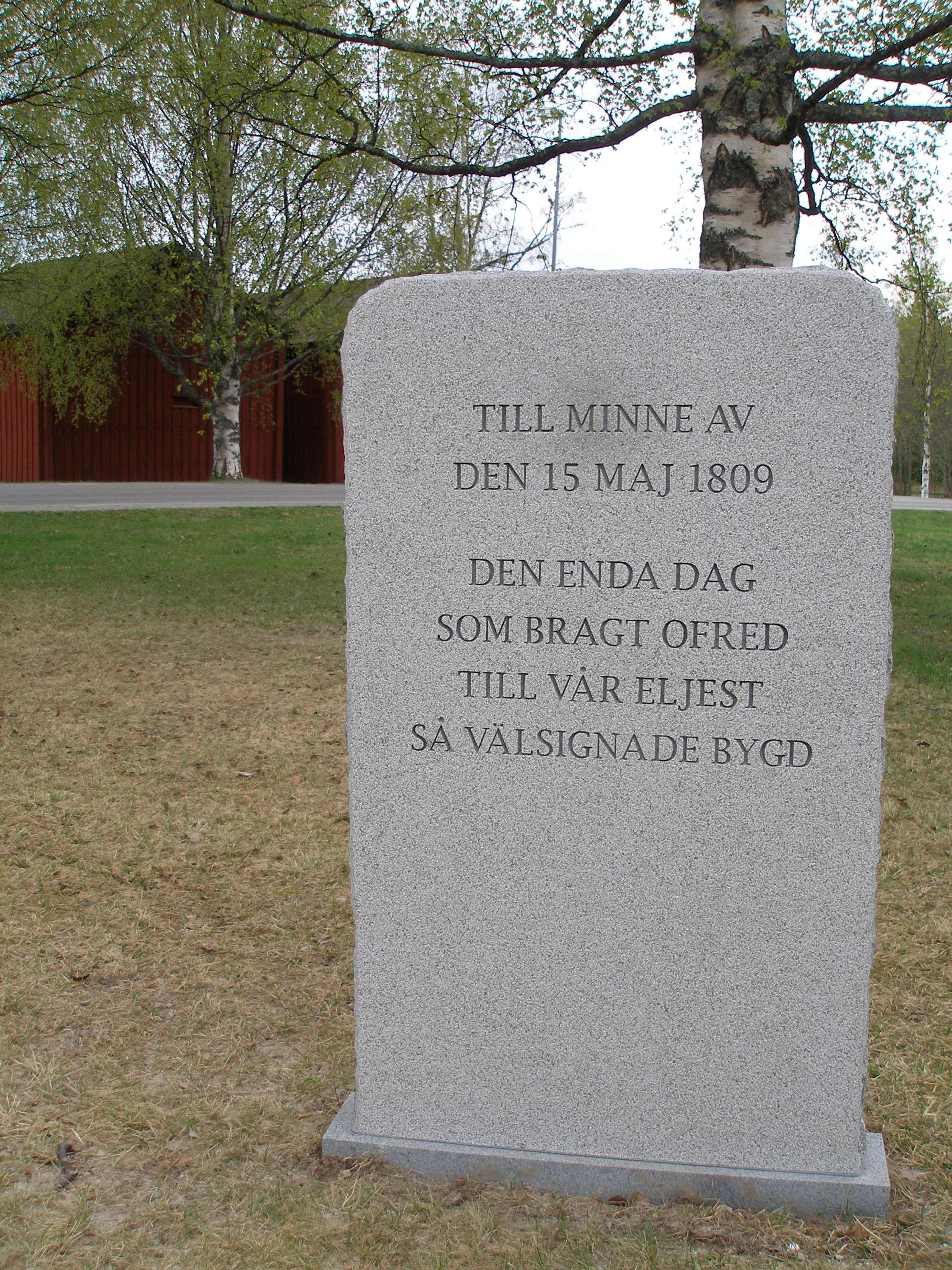
Sten rest till minne av striden vid Lejonströmsbron.
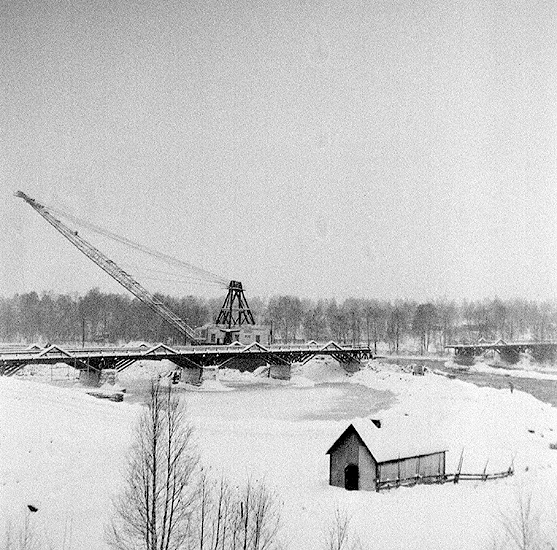
En av Vattenfalls Marion 7400 som gräver kanalen till Kvistforsens kraftstation vid Lejonströmsbron.